# Ford Vedette
Ford Vedette är en personbil, som tillverkades av biltillverkaren Fords franska dotterbolag mellan 1948 och 1954.

## Ford Vedette
Åren före andra världskriget hade franska Ford byggt bilar i smarbete med Mathis. Efter kriget valde Ford att satsa på en egen bil som var utvecklad i USA och vars kaross var mycket lik den Mercury som introducerades året därpå, inklusive självmordsdörrarna bak. Ford Vedette debuterade på bilsalongen i Paris 1948. Dess lilla V8-motor hade använts i amerikanska Fords minsta modeller i slutet av 1930-talet. Bilen var byggd på en gammaldags separat ram, men Vedette var den första Ford-modell som hade individuell hjulupphängning fram och den första bilen som använde MacPherson fjäderben.
Från 1952 såldes även den lyxigare Ford Vendôme med större motor och automatväxellåda som tillval.

## Ford Comète
1951 introducerades coupé-modellen Ford Comète, med kaross från Facel på Vedette-chassit. Comète hade fyrväxlad växellåda och såldes med både Vedette-motorn och den större Vendôme-motorn.

## Simca Vedette
Till 1954 hade Ford utvecklat en ny Vedette-modell, med självbärande kaross och större motor, men efterfrågan på bilar med V8-motor var liten i Frankrike och Ford hade under en tid försökt sälja den franska verksamheten. I augusti 1954 köptes anläggningen i Poissy av Simca. Simca var främst intresserade av lokalerna för att utöka sin tillverkningskapacitet, men Ford skickade med den nya Vedetten ”på köpet”.
Bilen såldes först under Ford-namnet, men från 1955 kallades den Simca Vedette. På vissa exportmarknaden, däribland Sverige, behölls namnet Ford Vedette ytterligare några år.
- Se vidare under huvudartikeln: Simca Vedette.

## Motor[2]
| Modell  | Motor            | Cylindervolym | Effekt | Bränslesystem   |
| ------- | ---------------- | ------------- | ------ | --------------- |
| Vedette | 8-cyl V-motor sv | 2158 cm³      | 66 hk  | Enkel förgasare |
| Vendôme | 8-cyl V-motor sv | 3923 cm³      | 100 hk | Enkel förgasare |

## Bilder

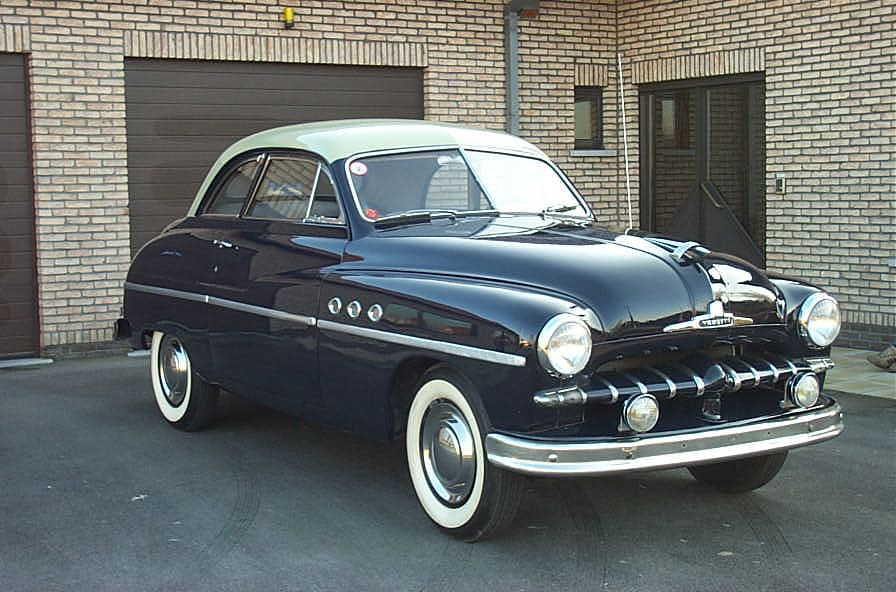
Ford Vedette Coupé 1950
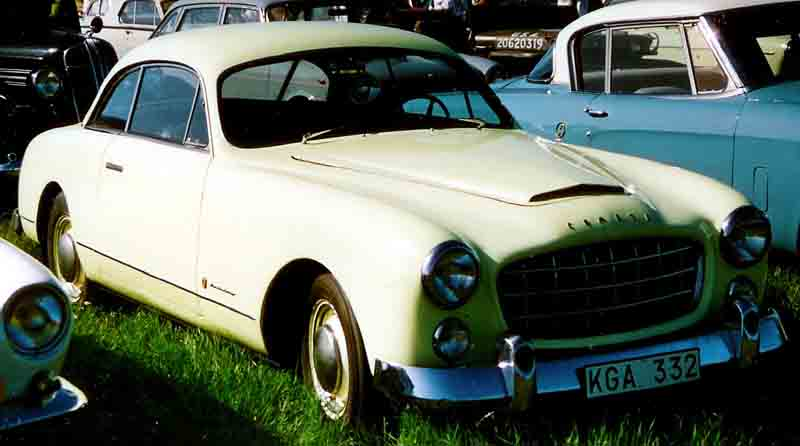
Ford Comète 1954
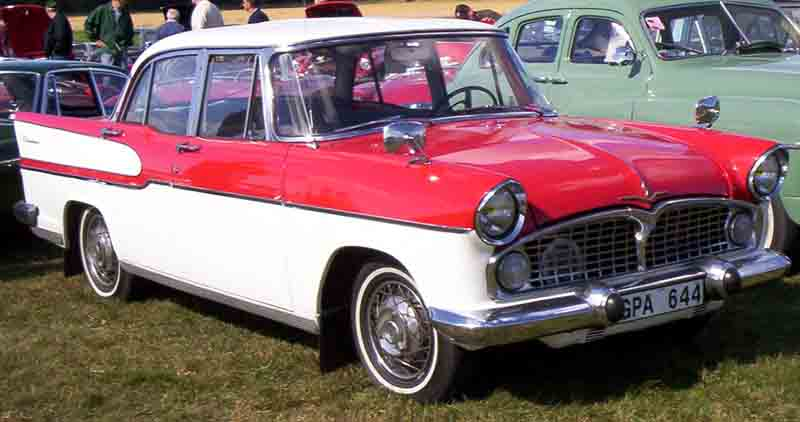
Ford/Simca Vedette 1958